# GetCITED
getCITED es una base de datos en línea que contiene información bibliográfica publicada en artículos académicos. La información se suministra a través de la colaboración de sus miembros. Su objetivo es incluir no sólo artículos de revistas científicas sino también capítulos de libros y otras publicaciones, bien estén sometidas al proceso de revisión por pares, o no. El objetivo es ofrecer públicamente una gran base de datos de distintas disciplinas. Hay más que   3,000,000 publicaciones y más que 300,000 autores en la base de datos.